# Президентські вибори в Португалії 2021
Десяті президентські вибори в Португалії відбулися 24 січня 2021 року, щоб обрати президента Республіки на наступні п'ять років.
Вибори проходили під час пандемії COVID-19, і саме у день голосування, Португалія все ще перебувала на карантині. Президент Марселу Ребелу де Соуза був переобраний із переконливою перемогою, набравши 60,7% голосів. Ребелу де Соуза переміг у всіх округах республіки та всі 308 муніципалітетів, ставши першим кандидатом в історії португальської демократії, який зробив це. Вибори також ознаменували підйом ультраправого кандидата Андре Вентуру, лідера правопопулістичної партії Шега! (Досить!), який посів третє місце з майже 12% голосів. На другому місці колишня євродепутатка (2004—2019) Ана Ґомеш, яка змогла набрати 13% голосів, що стало найкращим результатом для жінки-кандидатки на президентських виборах в Португалії. Решта кандидатів не набрали і більше 5%.

## Передумови
У Португалії президент є главою держави і має переважно церемоніальні повноваження. Однак президент має певний політичний вплив і може розпустити парламент Португалії у випадку різних криз. Офіційною резиденцією президента є Беленський палац у Лісабоні.

## Виборча система
Відповідно до законодавства Португалії, щоб бути обраним, кандидат повинен набрати більшість голосів (50%+1 голос). Якщо жоден з кандидатів не набрав більшості в першому турі, має бути проведено другий тур виборів, який проводиться між двома кандидатами, які отримали найбільшу кількість голосів у першому тур.
Щоб балотуватися на виборах, кожен кандидат повинен зібрати 7,500 підписів на підтримку за місяць до виборів і подати їх до Конституційного суду Португалії. Потім Конституційний суд засвідчує кандидатури, які відповідають вимогам для участі у виборчому бюлетені.
Виборці також мали змогу проголосувати достроково за тиждень до дня виборів, або 17 січня 2021 року. Виборці повинні були зареєструватися між 10 і 14 січня, щоб мати право проголосувати достроково; загалом 246,880 виборців звернулися з цим проханням. 17 січня достроково проголосували 197,903 виборці (80,16% від тих виборців, які зареєструвалися).

## Кандидати
До участі в цих виборах допущено сім кандидатів. Проте, Конституційний суд відхилив кандидатуру Едуарду Баптішта через недостатню кількість підписів, хоча його ім'я все одно фігурувало в бюлетені. Ще шість осіб оголосили про свій намір балотуватися в президенти, але не подали жодної заяви до суду; двоє з яких публічно заявили, що знімуть свою кандидатуру. Крім того, ще три особи деякий час вважалися потенційними кандидатами, але згодом відмовилися брати участь.

### Офіційні кандидати
- Ана Ґомеш, дипломатка і колишня депутатка Європарламенту від Соціалістичної партії (2004–2019);[12][13]
- Андре Вентура, лідер партії «Шега!»;[14]
- Жоау Феррейра, кандидат від Комуністичної партії Португалії, депутат Європарламенту з 2009 року;[15]
- Марсело Ребелу де Соуза, чинний президент Республіки з 2016 року;[16][17]
- Маріза Матіаш, депутатка Європарламенту від Лівого блоку (з 2009 р.); кандидатка у президенти 2016 року, де зайняла третє місце з 10% голосів;[18]
- Тьягу Майан Ґонсалвіш, кандидат від Ліберальної ініціативи;[19][20]
- Віторіну Сілва (Тіну де Ранш), лідер партії «Реагуйте, включайте, переробляйте»; кандидат у президенти 2016 року, де зайняв 6 місце з 3,3% голосів;[21][22]

### Відхилені кандидати
- Едуарду Баптішта, штабний офіцер НАТО, безпартійний;[23][a]

### Неуспішні кандидатури
- Карла Баштош, членкиня Соціалістичної партії, фінансова інспекторка;[24]
- Орланду Круз, колишній член ДСЦ—Народної партії;[21]
- Паулу Алвіш, член партії «Разом для людей», колишній член муніципальних зборів Фелгейрашу (2005—2009);[25]
- Паулу Патінья Антау, безробітний;[26]

### Зняті кандидатури
- Бруну Фіальу, лідер Демократичної республіканської партії;[27]
- Ґонсалу да Камара Перайра, президент Народної монархічної партії, співак фаду, актор;[28]

### Відмовилися брати участь
- Адольфо Мескіта Нуньєс, колишній державний секретар з питань туризму (2013–2015) і депутат від Народної партії (2011–2013).[29]
- Антоніу Сампаю да Новоа, колишній ректор Лісабонського університету (2006–2013); кандидат у президенти у 2016 році, де зайняв друге місце з майже 23% голосів;[30]
- Міґел Альбукерке, президент автономного уряду Мадейри з 2015 року; колишній мер Фуншалу (1994–2013);[31]

## Кампанія

### Гасла кандидатів
| Кандидати | Кандидати             | Оригінальний слоган                              | Український переклад                     | Прим.  |
| --------- | --------------------- | ------------------------------------------------ | ---------------------------------------- | ------ |
|           | Маріза Матіаш         | «Força Maior»                                    | «Велика сила»                            | [ 32 ] |
|           | Жоау Феррейра         | «Coragem e confiança. Um horizonte de esperança» | «Мужність і впевненість. Горизонт надії» | [ 33 ] |
|           | Віторіну Сілва        | «O Povo a Presidente!»                           | «Люди за Президента!»                    | [ 34 ] |
|           | Ана Ґомеш             | «Cuidar de Portugal»                             | «Турбота про Португалію»                 | [ 35 ] |
|           | Андре Вентура         | «Por Portugal, Pelos Portugueses!»               | «За Португалію, за португальців!»        | [ 36 ] |
|           | Тьягу Майан Ґонсалвіш | «A alternativa liberal»                          | «Ліберальна альтернатива»                | [ 37 ] |
|           | Бруну Фіальу          | «A escolha certa»                                | «Правильний вибір»                       | [ 38 ] |

### Дебати
| Президентські виборчі дебати в Португалії 2021 року | Президентські виборчі дебати в Португалії 2021 року | Президентські виборчі дебати в Португалії 2021 року | Президентські виборчі дебати в Португалії 2021 року | Президентські виборчі дебати в Португалії 2021 року | Президентські виборчі дебати в Португалії 2021 року | Президентські виборчі дебати в Португалії 2021 року | Президентські виборчі дебати в Португалії 2021 року | Президентські виборчі дебати в Португалії 2021 року | Президентські виборчі дебати в Португалії 2021 року | Президентські виборчі дебати в Португалії 2021 року | Президентські виборчі дебати в Португалії 2021 року | Президентські виборчі дебати в Португалії 2021 року |   |   |   |   |        |         |
| Дата                                                | Час                                                 | Організатори                                        | Модератори                                          | З Запрошені П Присутні В Відсутні Н Незапрошені     | З Запрошені П Присутні В Відсутні Н Незапрошені     | З Запрошені П Присутні В Відсутні Н Незапрошені     | З Запрошені П Присутні В Відсутні Н Незапрошені     | З Запрошені П Присутні В Відсутні Н Незапрошені     | З Запрошені П Присутні В Відсутні Н Незапрошені     | З Запрошені П Присутні В Відсутні Н Незапрошені     | З Запрошені П Присутні В Відсутні Н Незапрошені     | Глядачі                                             |   |   |   |   |        |         |
| Дата                                                | Час                                                 | Організатори                                        | Модератори                                          | Ребелу де Соза                                      | Ґомеш                                               | Вентура                                             | Матіаш                                              | Феррейра                                            | Майан Ґонсалвіш                                     | Сілва                                               | Примітки                                            | Глядачі                                             |   |   |   |   |        |         |
| --------------------------------------------------- | --------------------------------------------------- | --------------------------------------------------- | --------------------------------------------------- | --------------------------------------------------- | --------------------------------------------------- | --------------------------------------------------- | --------------------------------------------------- | --------------------------------------------------- | --------------------------------------------------- | --------------------------------------------------- | --------------------------------------------------- | --------------------------------------------------- | - | - | - | - | ------ | ------- |
| Дата                                                | Час                                                 | Організатори                                        | Модератори                                          | 2 січня 2021                                        | 21:00                                               | RTP1                                                | Карлуш Даніел                                       | П                                                   | Н                                                   | Н                                                   | Примітки                                            | Глядачі                                             | П | Н | Н | Н | [ 39 ] | 845,800 |
| 22:00                                               | TVI24                                               | Карла Муйта                                         | Н                                                   | 2 січня 2021                                        | Н                                                   | П                                                   | Н                                                   | П                                                   | Н                                                   | Н                                                   | [ 39 ]                                              | 182,900                                             |   |   |   |   |        |         |
| 3 січня 2021                                        | 21:00                                               | RTP1                                                | Карлуш Даніел                                       | П                                                   | Н                                                   | Н                                                   | Н                                                   | Н                                                   | П                                                   | Н                                                   | [ 39 ]                                              | 678,700                                             |   |   |   |   |        |         |
| 4 січня 2021                                        | 21:00                                               | TVI                                                 | Педру Моурінью                                      | П                                                   | Н                                                   | Н                                                   | Н                                                   | П                                                   | Н                                                   | Н                                                   | [ 39 ]                                              | 1,059,800                                           |   |   |   |   |        |         |
| 4 січня 2021                                        | 22:00                                               | SIC Notícias                                        | Клара де Соза                                       | Н                                                   | П                                                   | Н                                                   | П                                                   | Н                                                   | Н                                                   | Н                                                   | [ 39 ]                                              | 156,000                                             |   |   |   |   |        |         |
| 4 січня 2021                                        | 22:45                                               | RTP3                                                | Карлуш Даніел                                       | Н                                                   | Н                                                   | П                                                   | Н                                                   | Н                                                   | Н                                                   | П                                                   | [ 40 ]                                              | 281,600                                             |   |   |   |   |        |         |
| 5 січня 2021                                        | 21:00                                               | RTP1                                                | Карлуш Даніел                                       | Н                                                   | П                                                   | Н                                                   | Н                                                   | П                                                   | Н                                                   | Н                                                   | [ 39 ]                                              | 749,700                                             |   |   |   |   |        |         |
| 5 січня 2021                                        | 22:00                                               | SIC Notícias                                        | Клара де Соза                                       | Н                                                   | Н                                                   | П                                                   | Н                                                   | Н                                                   | П                                                   | Н                                                   | [ 39 ]                                              | 219,000                                             |   |   |   |   |        |         |
| 5 січня 2021                                        | 22:45                                               | RTP3                                                | Карлуш Даніел                                       | Н                                                   | Н                                                   | Н                                                   | П                                                   | Н                                                   | Н                                                   | П                                                   | [ 40 ]                                              | 99,100                                              |   |   |   |   |        |         |
| 6 січня 2021                                        | 21:00                                               | SIC                                                 | Клара де Соза                                       | П                                                   | Н                                                   | П                                                   | Н                                                   | Н                                                   | Н                                                   | Н                                                   | [ 39 ]                                              | 1,834,000                                           |   |   |   |   |        |         |
| 6 січня 2021                                        | 22:00                                               | TVI24                                               | Карла Муйта                                         | Н                                                   | Н                                                   | Н                                                   | Н                                                   | П                                                   | П                                                   | Н                                                   | [ 39 ]                                              | 60,500                                              |   |   |   |   |        |         |
| 6 січня 2021                                        | 22:45                                               | RTP3                                                | Карлуш Даніел                                       | Н                                                   | П                                                   | Н                                                   | Н                                                   | Н                                                   | Н                                                   | П                                                   | [ 40 ]                                              | 157,700                                             |   |   |   |   |        |         |
| 7 січня 2021                                        | 21:00                                               | SIC                                                 | Клара де Соза                                       | Н                                                   | Н                                                   | П                                                   | П                                                   | Н                                                   | Н                                                   | Н                                                   | [ 39 ]                                              | 1,568,100                                           |   |   |   |   |        |         |
| 7 січня 2021                                        | 22:00                                               | TVI24                                               | Карла Муйта                                         | Н                                                   | П                                                   | Н                                                   | Н                                                   | Н                                                   | П                                                   | Н                                                   | [ 39 ]                                              | 140,700                                             |   |   |   |   |        |         |
| 7 січня 2021                                        | 22:45                                               | RTP3                                                | Карлуш Даніел                                       | П                                                   | Н                                                   | Н                                                   | Н                                                   | Н                                                   | Н                                                   | П                                                   | [ 40 ]                                              | 250,000                                             |   |   |   |   |        |         |
| 8 січня 2021                                        | 21:00                                               | TVI                                                 | Педру Моурінью                                      | Н                                                   | П                                                   | П                                                   | Н                                                   | Н                                                   | Н                                                   | Н                                                   | [ 39 ]                                              | 1,282,800                                           |   |   |   |   |        |         |
| 8 січня 2021                                        | 22:30                                               | RTP1                                                | Карлуш Даніел                                       | Н                                                   | Н                                                   | Н                                                   | П                                                   | П                                                   | Н                                                   | Н                                                   | [ 39 ]                                              | 456,700                                             |   |   |   |   |        |         |
| 8 січня 2021                                        | 22:45                                               | RTP3                                                | Карлуш Даніел                                       | Н                                                   | Н                                                   | Н                                                   | Н                                                   | Н                                                   | П                                                   | П                                                   | [ 40 ]                                              | 146,100                                             |   |   |   |   |        |         |
| 9 січня 2021                                        | 21:00                                               | RTP1                                                | Карлуш Даніел                                       | П                                                   | П                                                   | Н                                                   | Н                                                   | Н                                                   | Н                                                   | Н                                                   | [ 39 ]                                              | 1,139,000                                           |   |   |   |   |        |         |
| 9 січня 2021                                        | 22:00                                               | SIC Notícias                                        | Клара де Соза                                       | Н                                                   | Н                                                   | Н                                                   | П                                                   | Н                                                   | П                                                   | Н                                                   | [ 39 ]                                              | 110,900                                             |   |   |   |   |        |         |
| 9 січня 2021                                        | 22:45                                               | RTP3                                                | Карлуш Даніел                                       | Н                                                   | Н                                                   | Н                                                   | Н                                                   | П                                                   | Н                                                   | П                                                   | [ 40 ]                                              | 160,400                                             |   |   |   |   |        |         |
| 12 січня 2021                                       | 21:00                                               | RTP1                                                | Карлуш Даніел                                       | П                                                   | П                                                   | П                                                   | П                                                   | П                                                   | П                                                   | П                                                   | [ 41 ]                                              | 485,500                                             |   |   |   |   |        |         |
| 18 січня 2021                                       | 09:00                                               | Antena 1 RR TSF                                     | Наталія Карвалью Еуніс Луренсу Жудіт Менезес і Соза | П                                                   | П                                                   | В                                                   | П                                                   | П                                                   | П                                                   | П                                                   | [ 42 ]                                              |                                                     |   |   |   |   |        |         |

## Результати

### Результати загалом
| Кандидати                            | Кандидати                    | Партія                                                     | Перший тур | Перший тур |
| Кандидати                            | Кандидати                    | Партія                                                     | Голоси     | %          |
| ------------------------------------ | ---------------------------- | ---------------------------------------------------------- | ---------- | ---------- |
|                                      | Марселу Ребелу де Соза       | Соціал-демократична партія, ДСЦ—Народна партія             | 2,531,692  | 60.66      |
|                                      | Ана Ґомеш                    | Соціалістична партія, Люди-Тварини-Природа, ЛІВРЕ          | 540,823    | 12.96      |
|                                      | Андре Вентура                | Шега!                                                      | 497,746    | 11.93      |
|                                      | Жоау Феррейра                | Комуністична партія Португалії, Екологічна партія "Зелені" | 179,764    | 4.31       |
|                                      | Маріза Матіаш                | Лівий блок, Соціалістичний альтернативний рух              | 165,127    | 3.96       |
|                                      | Тьягу Майан Ґонсалвіш        | Ліберальна ініціатива                                      | 134,991    | 3.23       |
|                                      | Віторіну Сілва               | Реагуйте, включайте, переробляйте                          | 123,031    | 2.95       |
| Усього дійсних голосів               | Усього дійсних голосів       | Усього дійсних голосів                                     | 4,173,174  | 100.00     |
| Пусті бюлетені                       | Пусті бюлетені               | Пусті бюлетені                                             | 47,164     | 1.11       |
| Недійсні бюлетені                    | Недійсні бюлетені            | Недійсні бюлетені                                          | 38,018     | 0.89       |
| Всього                               | Всього                       | Всього                                                     | 4,258,356  |            |
| Зареєстрованих виборців/явка         | Зареєстрованих виборців/явка | Зареєстрованих виборців/явка                               | 10,847,434 | 39.26      |
| Джерело: Національна виборча комісія |                              |                                                            |            |            |

| Частка голосів         | Частка голосів         | Частка голосів | Частка голосів | Частка голосів |
| ---------------------- | ---------------------- | -------------- | -------------- | -------------- |
|                        |                        |                |                |                |
| Марселу Ребелу де Соза | Марселу Ребелу де Соза |                | 60.66%         | 60.66%         |
| Ана Ґомеш              | Ана Ґомеш              |                | 12.96%         | 12.96%         |
| Андре Вентура          | Андре Вентура          |                | 11.93%         | 11.93%         |
| Жоау Феррейра          | Жоау Феррейра          |                | 4.31%          | 4.31%          |
| Маріза Матіаш          | Маріза Матіаш          |                | 3.96%          | 3.96%          |
| Тьягу Майан Ґонсалвіш  | Тьягу Майан Ґонсалвіш  |                | 3.23%          | 3.23%          |
| Віторіну Сілва         | Віторіну Сілва         |                | 2.95%          | 2.95%          |
| Пусті/Недійсні         | Пусті/Недійсні         |                | 2.00%          | 2.00%          |

### Результати за округами
| Округ                                                                     | Округ            | Ребелу де Соза | Ребелу де Соза | Ґомеш   | Ґомеш  | Вентура | Вентура | Феррейра | Феррейра | Матіаш | Матіаш | Майан Ґонсалвіш | Майан Ґонсалвіш | Сілва  | Сілва | Turnout |
| Округ                                                                     | Округ            | Votes          | %              | Votes   | %      | Votes   | %       | Votes    | %        | Votes  | %      | Votes           | %               | Votes  | %     | Turnout |
| ------------------------------------------------------------------------- | ---------------- | -------------- | -------------- | ------- | ------ | ------- | ------- | -------- | -------- | ------ | ------ | --------------- | --------------- | ------ | ----- | ------- |
|                                                                           | Авейру           | 176,763        | 65.66%         | 31,812  | 11.82% | 25,894  | 9.62%   | 6,309    | 2.34%    | 10,421 | 3.87%  | 8,338           | 3.10%           | 9,670  | 3.59% | 42.78%  |
|                                                                           | Азори            | 56,178         | 69.67%         | 8,940   | 11.09% | 7,560   | 9.38%   | 1,536    | 1.90%    | 3,176  | 3.94%  | 1,666           | 2.07%           | 1,575  | 1.95% | 36.07%  |
|                                                                           | Бежа             | 26,910         | 51.30%         | 5,613   | 10.70% | 8,490   | 16.19%  | 7,877    | 15.02%   | 1,895  | 3.61%  | 708             | 1.35%           | 962    | 1.83% | 43.94%  |
|                                                                           | Брага            | 234,617        | 63.93%         | 44,780  | 12.20% | 39,281  | 10.70%  | 10,192   | 2.78%    | 12,572 | 3.43%  | 11,932          | 3.25%           | 13,622 | 3.71% | 48.52%  |
|                                                                           | Браганса         | 27,258         | 60.47%         | 4,851   | 10.76% | 7,939   | 17.61%  | 1,019    | 2.26%    | 1,511  | 3.35%  | 842             | 1.87%           | 1,656  | 3.67% | 33.28%  |
|                                                                           | Візеу            | 81,568         | 65.25%         | 12,992  | 10.39% | 16,446  | 13.16%  | 2,750    | 2.20%    | 4,174  | 3.34%  | 2,524           | 2.02%           | 4,553  | 3.64% | 37.26%  |
|                                                                           | Віана-ду-Каштелу | 56,937         | 63.66%         | 10,348  | 11.57% | 10,177  | 11.38%  | 2,851    | 3.19%    | 3,296  | 3.69%  | 2,244           | 2.51%           | 3,583  | 4.01% | 38.49%  |
|                                                                           | Віла-Реал        | 47,960         | 63.50%         | 8,629   | 11.42% | 10,347  | 13.70%  | 1,912    | 2.53%    | 2,461  | 3.26%  | 1,572           | 2.08%           | 2,650  | 3.51% | 35.81%  |
|                                                                           | Гуарда           | 34,582         | 64.04%         | 5,637   | 10.44% | 7,737   | 14.33%  | 1,328    | 2.46%    | 1,874  | 3.47%  | 1,030           | 1.91%           | 1,810  | 3.35% | 37.41%  |
|                                                                           | Евора            | 31,712         | 54.70%         | 5,974   | 10.30% | 9,720   | 16.76%  | 6,262    | 10.80%   | 2,079  | 3.59%  | 1,176           | 2.03%           | 1,055  | 1.82% | 43.60%  |
|                                                                           | Каштелу Бранку   | 44,170         | 62.13%         | 8,212   | 11.55% | 9,920   | 13.95%  | 2,499    | 3.52%    | 2,946  | 4.14%  | 1,477           | 2.08%           | 1,869  | 2.63% | 43.33%  |
|                                                                           | Коїмбра          | 97,778         | 62.44%         | 20,938  | 13.02% | 15,682  | 10.01%  | 6,022    | 3.85%    | 8,588  | 5.48%  | 3,968           | 2.53%           | 4,171  | 2.66% | 42.37%  |
|                                                                           | Лейрія           | 115,484        | 63.94%         | 18,871  | 10.45% | 22,576  | 12.50%  | 5,761    | 3.19%    | 7,222  | 4.00%  | 5,185           | 2.87%           | 5,526  | 3.06% | 44.70%  |
|                                                                           | Лісабон          | 556,028        | 57.80%         | 136,608 | 14.51% | 123,644 | 12.85%  | 48,721   | 5.06%    | 36,618 | 3.81%  | 39,190          | 4.07%           | 18,173 | 1.89% | 50.97%  |
|                                                                           | Мадейра          | 77,945         | 72.16%         | 8,510   | 7.88%  | 10,642  | 9.85%   | 1,855    | 1.72%    | 4,601  | 4.26%  | 2,484           | 2.30%           | 1,986  | 1.84% | 42.71%  |
|                                                                           | Порталегре       | 21,984         | 55.71%         | 4,034   | 10.22% | 7,908   | 20.04%  | 2,868    | 7.27%    | 1,234  | 3.13%  | 703             | 1.78%           | 731    | 1.85% | 42.23%  |
|                                                                           | Порту            | 450,175        | 60.01%         | 116,906 | 15.58% | 63,194  | 8.42%   | 24,456   | 3.26%    | 29,867 | 3.98%  | 32,194          | 4.29%           | 33,427 | 4.46% | 48.10%  |
|                                                                           | Сантарен         | 101,233        | 60.74%         | 16,359  | 9.81%  | 26,260  | 15.76%  | 8,274    | 4.96%    | 6,229  | 3.74%  | 3,759           | 2.26%           | 4,563  | 2.74% | 44.90%  |
|                                                                           | Сетубал          | 190,912        | 56.17%         | 45,442  | 13.37% | 43,720  | 12.86%  | 30,397   | 8.94%    | 14,792 | 4.35%  | 7,838           | 2.31%           | 6,771  | 1.99% | 46.54%  |
|                                                                           | Фару             | 89,393         | 57.33%         | 18,312  | 11.74% | 26,023  | 16.69%  | 6,607    | 4.24%    | 7,612  | 4.88%  | 4,038           | 2.59%           | 3,943  | 2.53% | 42.11%  |
|                                                                           | Закордоном       | 15,158         | 52.65%         | 5,328   | 18.51% | 3,613   | 12.55%  | 1,022    | 3.55%    | 1,573  | 5.46%  | 1,616           | 5.61%           | 478    | 1.66% | 1.88%   |
| Джерело: Генеральний секретаріат Міністерства внутрішніх справ Португалії |                  |                |                |         |        |         |         |          |          |        |        |                 |                 |        |       |         |

## Мапи

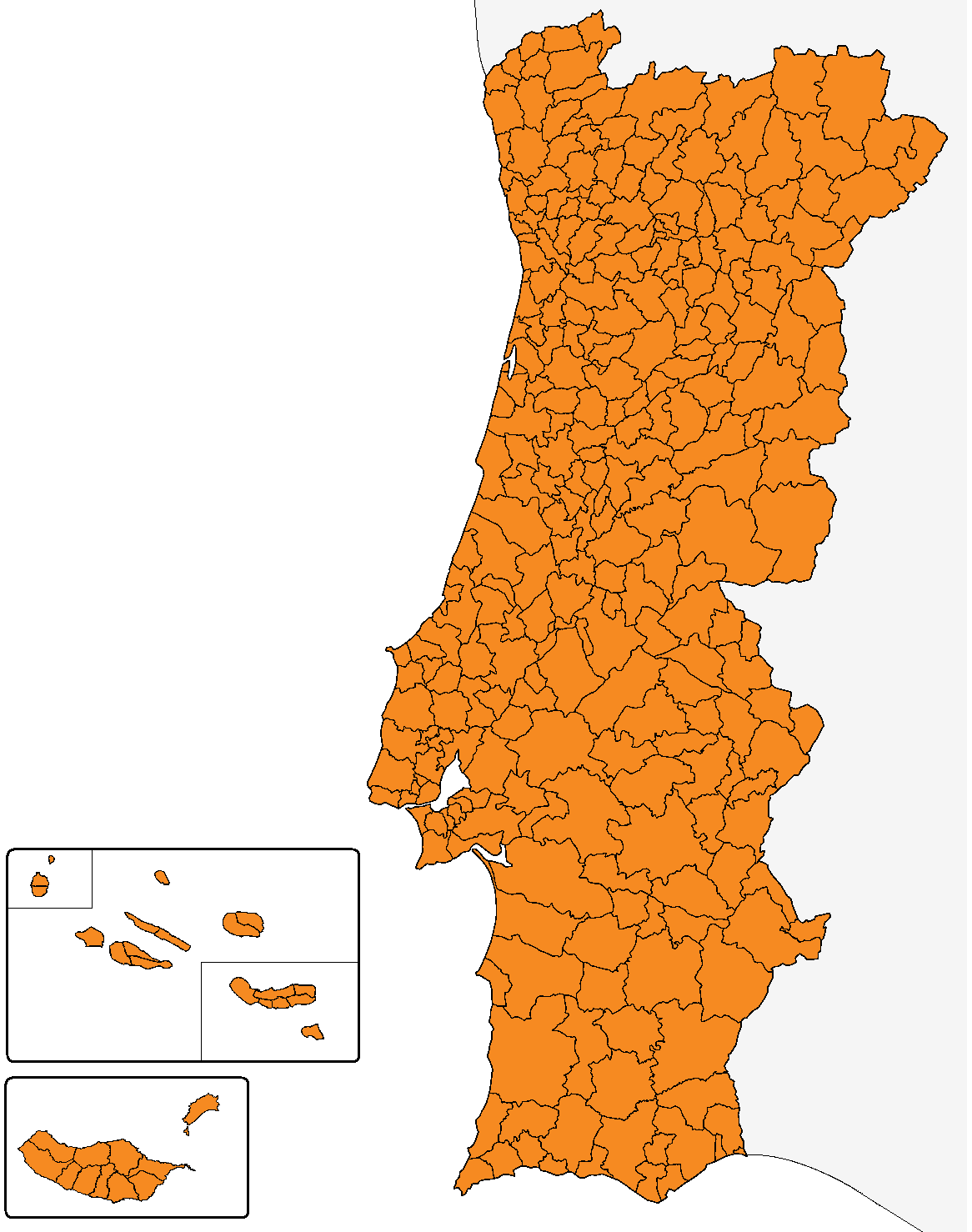
Найсильніший кандидат замуніципалітетами: Ребелу де Соза - помаранчевий.
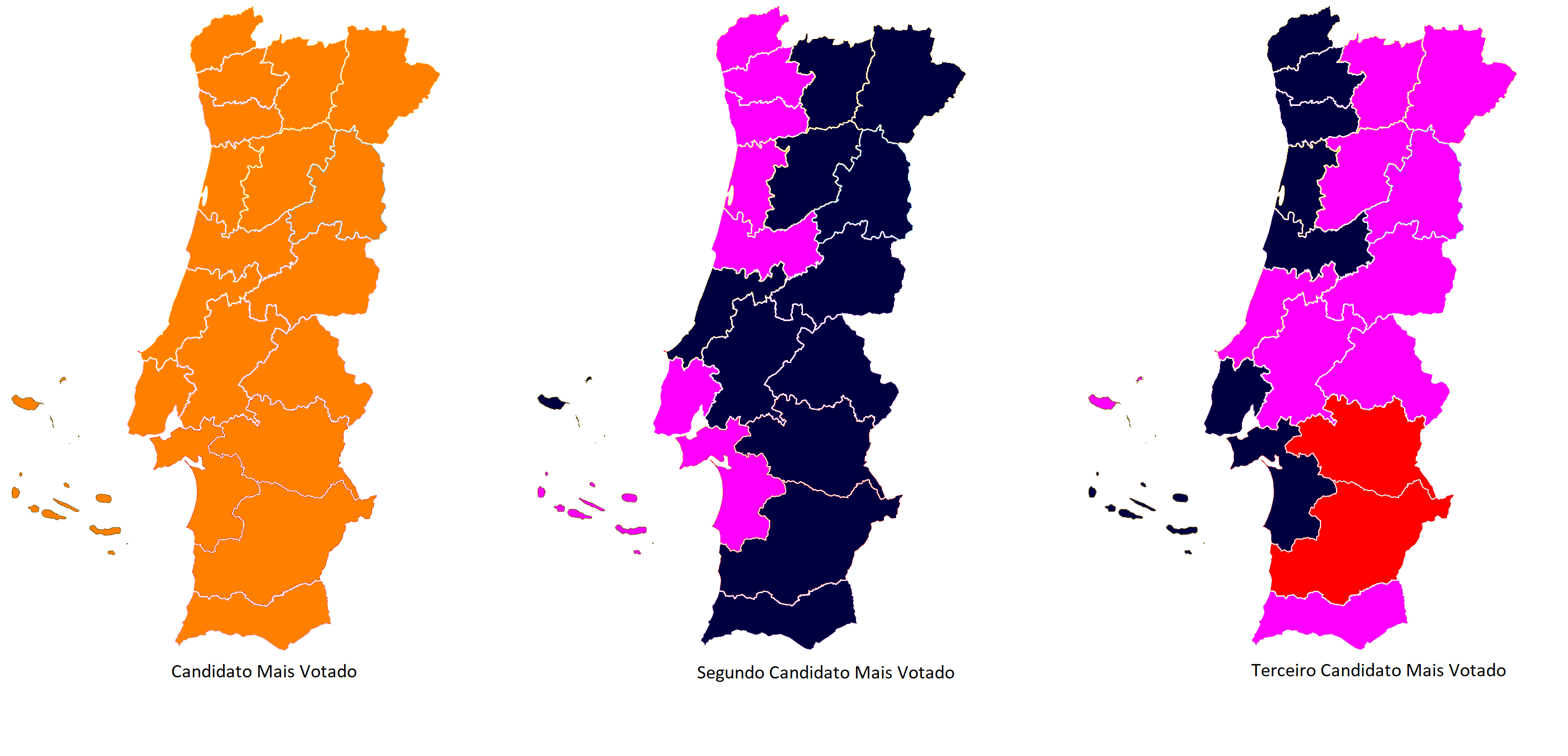
Перший, другий і третій кандидати за кількістю голосів за округами: Ребелу де Соза - помаранчевий; Ґомеш - рожева; Вентура - темно-синій; Феррейра - червоний.
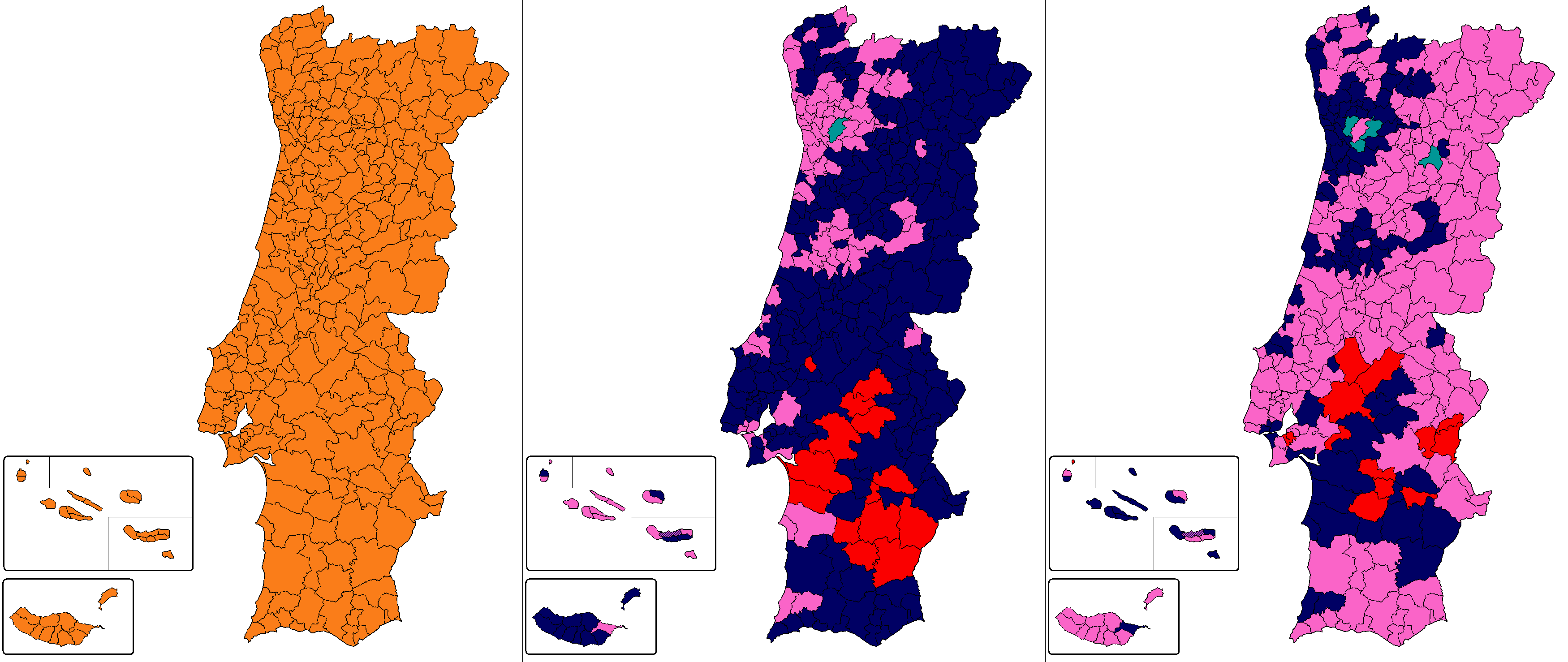
Перший, другий і третій кандидати з найбільшою кількістю голосів за муніципалітетами: Ребелу де Соза — помаранчевий; Ґомеш — рожева; Вентура — темно-синій; Феррейра — червоний; Сілва — зеленувато-блакитний.

## Дивітся також
- Президент Португалії
- Політична система Португалії